# Il mostro e le vergini
Il mostro e le vergini (Devil Doll) è un film del 1964, diretto da Lindsay Shonteff.

## Trama
Il giovane giornalista Mark English e la sua fidanzata Marianne Horn partecipano alla performance dell'ambiguo ventriloquo Vorelli. Tra il pubblico, Vorelli nota la bellissima e ricca Marianne Horn e decide di conoscerla. In realtà, il perfido mago vuole ipnotizzarla per rubarle il patrimonio e ucciderla. Magda, che tradisce il fidanzato per Vorelli, teme che questi possa innamorarsi di Marianne e per questo lo minaccia di rivelare il suo piano diabolico.
Hugo, il pupazzo da ventriloquo di Vorelli uccide Magda nel sonno. Mark decide di indagare personalmente sull'omicidio della fidanzata. Hugo si dimostra parlante davanti agli occhi di Mark e ammette di aver ammazzato lui Magda. Il giovane giornalista scopre che in passato Vorelli era un medico che aveva studiato per molti anni in Oriente ed era venuto a sapere il modo con il quale intrappolare le anime altrui nei fantocci e che un giorno, Vorelli si insinuò dietro le quinte di un teatro e imprigionò l'anima di Hugo, l'assistente di un illusionista nel suo pupazzo.
Durante lo spettacolo, Mark interrompe il piano di Vorelli quando il pupazzo Hugo si rivolta contro il padrone e prende il possesso del suo corpo. Dopo lo scambio, Vorelli si ritrova nel fantoccio e Hugo nel corpo di Vorelli. La storia si conclude con Vorelli e Hugo in carcere.